# Pilocarpus microphyllus
Pilocarpus microphyllus är en vinruteväxtart som beskrevs av Otto Stapf. Pilocarpus microphyllus ingår i släktet Pilocarpus och familjen vinruteväxter. Utöver nominatformen finns också underarten P. m. xinguensis.